# Oswald Külpe
Oswald Külpe (Kandau, 3 agosto 1862 – Monaco di Baviera, 30 dicembre 1915) è stato uno psicologo strutturalista tedesco.

## Biografia
Iscritto alla facoltà di Storia all'Università di Lipsia, in seguito all'incontro con Wilhelm Wundt cambiò indirizzo di studi, e nel 1886 divenne suo assistente. Progressivamente però cominciò a trovarsi in disaccordo con i limiti posti da Wundt su ciò che fosse studiabile o meno della coscienza umana. Nel 1893 scrisse l'opera Grundriss der Psycologie, che segnò una prima frattura con la scuola di Lipsia.
Nel 1894 Külpe divenne professore a Würzburg, dove fondò l'anno successivo un laboratorio di psicologia, e cominciò a praticare ciò che egli chiamava "introspezioni sperimentali sistematiche": i suoi soggetti di ricerca, tutti preventivamente formati sulle metodologie di osservazione introspettiva, portavano a termine compiti complessi, ed erano poi in grado di fornire un resoconto retrospettivo dei propri processi di pensiero (oggi definibili come processi cognitivi) durante lo svolgimento dell'esperimento stesso.
Külpe lasciò Würzburg nel 1909 e, dopo tre anni all'Università di Bonn, si trasferì a Monaco nel 1912. Mori prematuramente nel 1915 per malattia. Ernst Bloch fu un suo allievo.

## Studi psicologici
Mentre la scuola Wundtiana aveva concentrato le proprie ricerche su sensazioni, sentimenti, rappresentazioni, e considerava il pensiero come una semplice combinazione di elementi psichici inferiori, la scuola di Würzburg, guidata da Külpe, svolse una serie di indagini sulle caratteristiche specifiche del pensiero considerato come non riconducibile ai suoi singoli elementi costitutivi: la sua maggiore scoperta è il pensiero senza immagini, ovvero la presenza nell'esperienza cosciente di elementi non sensoriali.

## Studi filosofici
Scrisse una "Introduzione alla filosofia" (1896), oltre alla sua opera principale: "La realizzazione" (1912).
In questa opera polemizzò con il filosofo Wilhelm Schuppe, e con la concezione che attribuiva alla coscienza un ruolo fondamentale sulla conoscenza della realtà. Külpe sostenne la teoria dell'indipendenza dell'oggetto pensato dal pensiero stesso, rimarcando che le caratteristiche dell'oggetto sono ben autonome da ogni influenza attivabile dal pensiero.
Külpe, sostanzialmente, appoggiò il modello realista, pur non escludendo completamente la dipendenza - seppur ancor da dimostrare - della realtà dalla coscienza e dal soggetto.
Nella sua opera principale cercò di difendere le sue tesi con argomentazioni sia di natura empirica sia di natura razionale.